# لوري مطوق
اللوري المطوق (الاسم العلمي: Vini solitaria)، نوع من الببغاء من فصيلة ببغاوات العالم القديم. ومستوطن في جزر فيجي. إنهُ طائر الغابات المطيرة الفيجي الوحيد الذي يتكيف مع المناظر الطبيعية الحضرية ويمكن العثور عليه في مدينة سوفا الحضرية. يبلغ طوله 20 سم (7.9 بوصة)، أجزائه سفلية حمراء زاهية وتاجه أرجواني وأجزائه علوية خضراء.تتشابه الذكور والإناث في الريش، على الرغم من أن الأخير له تاج شاحب.